# Kurt Ringhofer
Kurt Ringhofer (* 2. August 1926 in Wien; † 14. August 1993 in Nöstach, Altenmarkt an der Triesting) war ein österreichischer Jurist, Universitätsprofessor und Verfassungsrichter. Ringhofer war von 1968 bis 1992 als ordentlicher Universitätsprofessor für Allgemeine Staatslehre sowie Verfassungs- und Verwaltungsrecht an der Universität Salzburg tätig. Daneben war er ab 1969 Mitglied des österreichischen Verfassungsgerichtshofs und ab 1976 dessen Vizepräsident.

## Beruflicher Werdegang
Kurt Ringhofer wurde in einfachen Verhältnissen am 2. August 1926 in der österreichischen Bundeshauptstadt Wien geboren. Nach dem Besuch der Volks- und Mittelschulen wurde Kurt Ringhofer in der Zeit des Nationalsozialismus zunächst zum Reichsarbeitsdienst und anschließend zum Kriegsdienst in die Wehrmacht eingezogen. Als Soldat im Zweiten Weltkrieg wurde Ringhofer im Jahr 1945, kurz vor Kriegsende, schwer verwundet und verlor dabei seinen rechten Arm. Ende 1945 wurde er aus der Kriegsgefangenschaft entlassen und begann das Studium der Rechtswissenschaften an der Rechtswissenschaftlichen Fakultät der Universität Wien. Dieses Studium schloss er innerhalb kürzester Zeit ab und wurde am 16. November 1949 zum Doktor der Rechte (Dr. iur.) promoviert. Anfang 1949 wurde Ringhofer als Verwaltungsbeamter beim Magistrat der Stadt Wien angestellt. 1956 erfolgte der berufliche Wechsel ins Bundesministerium für Inneres, wo er schließlich mit 1. Dezember 1960 zum Leiter der Rechtsabteilung aufstieg.
Im Jahr 1966 habilitierte sich Kurt Ringhofer mit einer Habilitationsschrift zum Thema Strukturprobleme des Rechts an der Universität Graz, 1968 folgte der Ruf auf einen Lehrstuhl für Allgemeine Staatslehre sowie Verfassungs- und Verwaltungsrecht an der Universität Salzburg, womit Ringhofer ordentlicher Universitätsprofessor wurde. Er blieb an der Universität Salzburg in Forschung und Lehre bis zu seiner Emeritierung im Jahr 1992 tätig. Mit 11. Februar 1969 wurde Kurt Ringhofer zunächst auf Vorschlag der Bundesregierung von Bundespräsident Franz Jonas zum Ersatzmitglied des Verfassungsgerichtshofs ernannt. Nach der Ernennung von Leopold Werner zum Vizepräsidenten des VfGH mit 1. Oktober 1969 wurde Ringhofer aber noch im selben Jahr, mit 15. Dezember 1969, abermals auf Vorschlag der Bundesregierung zum ordentlichen Mitglied des Verfassungsgerichtshofs ernannt (mit Wirksamkeit vom 1. Jänner 1970). Als solches war er von 1972 bis 1976 auch regelmäßig gewählter ständiger Referent im Richterkollegium. Am 10. März 1976 folgte er abermals dem nunmehr ausgeschiedenen Leopold Werner nach, als er selbst zum Vizepräsidenten des Verfassungsgerichtshofs ernannt wurde, was er in der Folge bis zu seinem Tod blieb.
Neben seiner beruflichen Tätigkeit als Universitätsprofessor und Verfassungsrichter war Kurt Ringhofer einer der prominentesten Vertreter der Reinen Rechtslehre. Als solcher initiierte er gemeinsam mit Robert Walter anlässlich des 90. Geburtstags von Hans Kelsen die Gründung der Bundesstiftung Hans Kelsen-Institut, deren Geschäftsführer er auch gemeinsam mit Walter wurde. Als solcher zeichnete er insbesondere für zahlreiche Veröffentlichungen des Hans Kelsen-Instituts verantwortlich. Besondere Bekanntheit in rechtswissenschaftlichen Fachkreisen erlangte Kurt Ringhofer im Jahr 1977 auch als Autor und Herausgeber des Verfassungskommentars Die österreichische Bundesverfassung, in dem er das B-VG ausschließlich aus seiner Sicht kommentierte und auf das Eingehen auf abweichende Meinungen in Literatur und Judikatur verzichtete.
Er wurde am Wiener Zentralfriedhof bestattet.

## Selbständige Veröffentlichungen
Im Folgenden werden die selbständigen Veröffentlichungen Kurt Ringhofers wiedergeben. Dies schließt insbesondere Zeitschriftenbeiträge, Buchbesprechungen und seine umfassende Herausgebertätigkeit nicht mit ein. In dieser Auflistung erfasst sind daher ausschließlich jene Publikationen, an denen Ringhofer alleine oder gemeinsam mit anderen als Autor einer Monografie aufgetreten ist.
- Der Verwaltungsgerichtshof: Geltende Rechtsgrundlagen, historische Entwicklung, Erläuterungen, Rechtsprechung. Styria-Verlag, Graz / Wien 1955.
- mit Viktor Heller: Das österreichische Fürsorgerecht: Die geltenden Rechtsgrundlagen mit Anmerkungen und Rechtsprechung (= Schriftenreihe des Österreichischen Gewerkschaftsbundes. Band 72). 2., ergänzte Auflage. Verlag des Österreichischen Gewerkschaftsbundes, Wien 1965.
- Strukturprobleme des Rechtes, dargestellt am Staatsbürgerschaftsgesetz 1965. Manz’sche Verlags- und Universitätsbuchhandlung, Wien 1966.
- mit Viktor Heller: Die österreichischen Blindenbeihilfen- und Behindertengesetze (= Schriftenreihe des Österreichischen Gewerkschaftsbundes. Band 98). Verlag des Österreichischen Gewerkschaftsbundes, Wien 1968.
- mit Ingobert Goldemund, Karl Theuer: Das österreichische Staatsbürgerschaftsrecht (= Manzsche Ausgabe der österreichischen Gesetze. Band 19). Manz’sche Verlags- und Universitätsbuchhandlung, Wien 1969.
- Die österreichische Bundesverfassung. Verlag des Österreichischen Gewerkschaftsbundes, Wien 1977, ISBN 3-7035-0191-X.
- Kurt Ringhofer: Das österreichische Staatsbürgerschaftsgesetz idF der Novelle 1983. Manz’sche Verlags- und Universitätsbuchhandlung, Wien 1984, ISBN 3-214-01192-8.
- Die österreichischen Verwaltungsverfahrensgesetze. 11., neubearbeitete Auflage. Manz’sche Verlags- und Universitätsbuchhandlung, Wien 1992, ISBN 3-214-03126-0.